# Římskokatolická farnost Horní Roveň
Římskokatolická farnost Horní Roveň je územním společenstvím římských katolíků v pardubickém vikariátu královéhradecké diecéze.

## O farnosti

### Historie
V Horní Rovni existoval původně pouze dřevěný kostel. Ten byl v roce 1699 přestavěn do barokní podoby, již z kamene. S Horní Rovní byly v roce 2010 sloučeny původně samostatné farnosti Moravany u Holic a Uhersko.

#### Přehled duchovních správců
- 1970/1971 R.D. Josef Čáp (administrátor)
- do 30. června 2009 R.D. Mgr. Milan Vrbiak (administrátor ex currendo ze Sezemic)
- od 1. července 2009 R.D. ICLic. Mgr. Jakub Polívka (administrátor)

### Současnost
Farnost má od roku 2009 opět sídelního duchovního správce, který spravuje pouze tuto jedinou farnost.
| Kostel                         | Místo       | Bohoslužba                | Bohoslužba                    | Poznámka        |
| ------------------------------ | ----------- | ------------------------- | ----------------------------- | --------------- |
| Kostel sv. Kateřiny            | Horní Roveň | neděle pátek              | 8.30 18.00 (od 17.00 adorace) | farní kostel    |
| Kostel sv. Petra a Pavla       | Komárov     | 3. sobota v měsíci        | 14.00                         | filiální kostel |
| Kostel sv. Petra a Pavla       | Moravany    | neděle                    | 10.00                         | filiální kostel |
| Kostel sv. Jiljí               | Platěnice   | 1. středa v měsíci        | 18.00                         | filiální kostel |
| Kostel Povýšení sv. Kříže      | Slepotice   | 2. a 4. sobota v měsíci   | 16.00                         | filiální kostel |
| Kostel Nanebevzetí Panny Marie | Uhersko     | neděle 1. sobota v měsíci | 11.00 9.30                    | filiální kostel |